# 太田口通り
太田口通り（おおたぐちどおり）は、富山県富山市西町5-2番地先から同市中野新町交差点を結ぶ富山市内の通りである。旧飛騨街道の起点であり、現在は太田口通り商店街となっている。また町名であり丁目は1～3丁目まである。郵便番号は930-0063。本項目では主に道路としての太田口通りについて記載する。

## 概要
西町交差点の西隣の信号からTOYAMAキラリと西町パーキングに挟まれた通りが「太田口通り」である。通りの長さは550mで、海抜は11m、海岸までは8.5kmの地点にある。また、高山市までは86km、飛騨市までは75kmである。
北側出入り口付近は西町商店街、総曲輪通り商店街、上本町商店街、中央通り商店街などが隣接する富山市中心市街地商店街となっている。南側では中野新町商店街と隣接する。
太田口通り商店街はかつては卸売業の集中が強く特殊な専門店街を形成していた時期もあったが、卸売団地の造成による移転や業態の転換等により、今日では飲食店、サービス業、専門店などが混在する商店街となっている。

## 歴史
太田口町は、江戸時代に富山藩領が町割された当初から要の町であり、飛騨街道への起点であった。富山城下町の南には広大な農村や山が広がり太田保・太田庄と呼ばれ、現在の富山市中心市街地南部から同市福沢などの山地にまで及ぶ土地であった。
太田地方と富山城下町の境目には足洗川が流れていた。足洗川は東から西に流れてきて太田口通りの道を横切っていたが、現在は大部分が暗渠となっている。かつては足洗川の橋があり、ここが太田口と呼ばれた。橋の東側には柴売角と呼ばれた市場があり、太田庄周辺から運ばれてきた薪炭、山菜などの売り買いがされたという。 柴売角の名の由来は、小武羅という強力が山のような柴を背負って富山町に売りに来たが、太田口通りの入り口で両側の家につかえて動けなくなりそこで柴を売り払ったことから。
1899年（明治32年）8月12日、中野新町より出火し太田口町と周辺が全焼（「熊野焼」消失4,700戸）。
1913年（大正2年）から翌1914年（大正3年）にかけて国鉄北陸本線富山駅から南富山駅へ至る路面電車（現在の富山地方鉄道富山軌道線）が開通した。この路面電車を通すための道路（現在の桜橋電車通り）は明治末期に道幅の広い通りとして、太田口通りに対してやや斜めに造成された。そのため桜橋電車通りが主道、太田口通りが副道のような姿となった。
1933年（昭和8年）に富山 - 笹津間に鉄道省直営のバスが開通し、飛騨街道の古い道筋を大型バスが走った際、発着所と事務所が太田口通りの南端に設置され交通の要となった。省営バスは戦時下の1943年（昭和18年）に廃止となるまで10年間続いた。
1945年（昭和20年）8月2日未明の富山大空襲により地区は富山大和を除き全焼した。
1981年（昭和56年）9月11日、太田口通り商店街振興組合が設立された。

## 通過する自治体
- 富山県
  - 富山市

## 接続・交差する道路・河川・軌道路線
- 平和通り
- 富山地方鉄道富山軌道線富山都心線（環状線）
- 足洗川
- 花水木通り
- 桜橋電車通り (富山県道43号富山上滝立山線)
- 富山地方鉄道富山軌道線

## 通り沿いの建物・施設
- TOYAMAキラリ
- 郵便局
  - 富山太田口郵便局
- 銀行
  - 北陸銀行越前町支店中野出張所
- 飲食店
  - 西町大喜 - ラーメン店。富山ブラック発祥の地。

## 周辺の施設
- 神社
  - 日枝神社
- 寺院
  - 来迎寺 真言宗の寺院。沿線の節参照。
  - 演光寺 浄土真宗の寺院。
- 公園
  - 星井町公園 北陸銀行発祥の地[10]

## 沿線

### 中野来迎寺
太田口通りの西側に真言宗福畠山来迎寺がある。現在は太田口通りと離れているが、かつては通りに面していた。
立山ゆかりの寺で、立山の三尊が光輝いて寺の屋根に来迎されたことや、本尊の正観音は行基菩薩が立山で刻んだものといった伝説も『屑篭から』に採録されている。寺は立山山麓から出て呉羽村小竹の福畠に移転。それがさらに富山藩祖前田利次の招きで現在地の近くに移った。
富山市内には来迎寺という名前の寺院が三ヶ寺存在する。梅沢町の布市来迎寺、目付来迎寺、およびこの中野来迎寺と呼ばれている。
寺の境内の地蔵祭り（地蔵盆）は毎年8月23日、8月24日に行われる。俳人大森桐明が1931年(昭和6年)に北アルプスの山旅を終えて富山市で地蔵祭りを見て「歌声の揃ふより悲し地蔵盆」と詠んだ。
富山市指定の文化財4点が存在する。これらは北代極楽寺(廃寺)から譲り受けたもの。
- 地蔵菩薩十王図 鎌倉時代の仏画で同一画幅中に地蔵尊と十王像が絵が描かれている。[11]
- 愛染明王図 南北朝時代の仏画
- 不動明王図 南北朝時代の仏画
- 神保長職禁制 1560年(永禄3年)7月、北代の極楽寺へ宛てた禁制札の原本。[12]

## 世帯数と人口
2018年（平成30年）3月31日現在の世帯数と人口は以下の通りである。
| 丁目             | 世帯数  | 人口  |
| ---------------- | ------- | ----- |
| 太田口通り一丁目 | 50世帯  | 93人  |
| 太田口通り二丁目 | 70世帯  | 132人 |
| 太田口通り三丁目 | 41世帯  | 80人  |
| 計               | 161世帯 | 305人 |

## 小・中学校の学区
市立小・中学校に通う場合、学区は以下の通りとなる。
| 丁目             | 番   | 小学校             | 中学校             |
| ---------------- | ---- | ------------------ | ------------------ |
| 太田口通り一丁目 | 全域 | 富山市立中央小学校 | 富山市立南部中学校 |
| 太田口通り二丁目 | 全域 | 富山市立中央小学校 | 富山市立南部中学校 |
| 太田口通り三丁目 | 全域 | 富山市立中央小学校 | 富山市立南部中学校 |

## ギャラリー

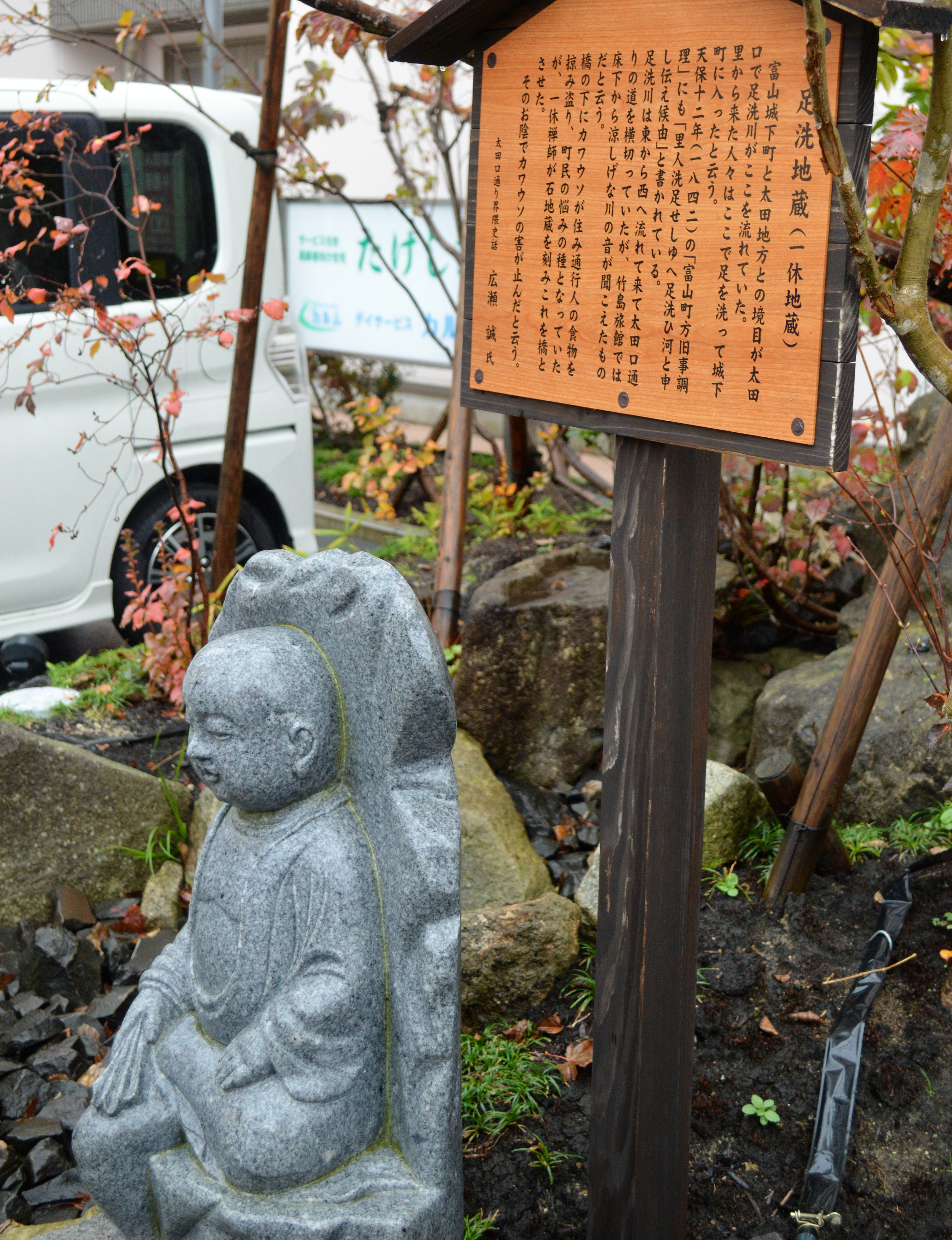
足洗地蔵（一休地蔵）
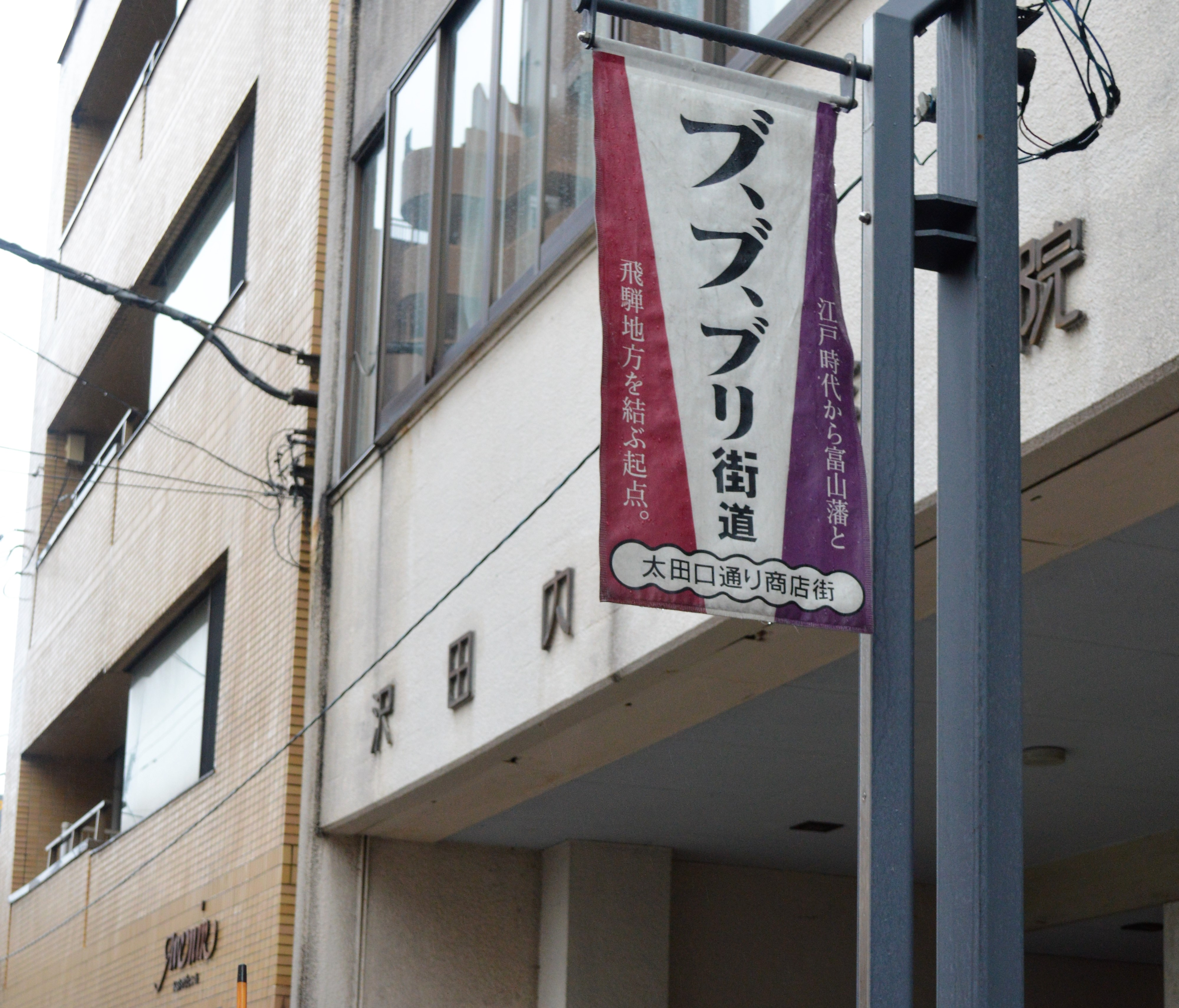
旗